# إلا أنا
إلا أنا هو مسلسل يقدم ثمانية حكايات منفصلة، وتتكون كل حكاية من عشرة حلقات، وجميعها مقتبسة عن أحداث حقيقية، وتتعرض لموضوعات متباينة تشغل بال المرأة في علاقتها بالمجتمع.

## الحكايات

### الحكاية الأولى
بنات موسى (11 حلقة): تحكي عن قصة رجل أعمال يدعى موسى وزوجته وبناته، حيث يتوفى فجأة. يستغل أخوه الوفاة ويسرق أموال أخيه المتوفى ويسلب البنات من الميراث.

#### البطولة
| - وفاء عامر: (سعاد) - صبري فواز: (سالم الصياد) - أحمد عبد المجيد: (مختار) - محمد عز: (يوسف) - صفاء جلال: (دلال) - هاجر عفيفي: (فاتن) - محمد العمروسي - مصطفى عبد السلام (مصطفى عبد المنعم) | - ديانا هشام: (فرح) - حامد الشراب: (هشام) - شاهيستا سعد: (فريدة/ دينا) - فتحي سالم: (فهمي) - محمد درويش - رضوى جودة: (ندى) - سارة الصياد | - محمود يسري - أماني زاهر - سلمى غريب - ياسر علي ماهر - مجدي السباعي - نادية رشاد: (الحاجة صفية) - كمال أبو رية: (موسى الصياد) |

اشترك في التمثيل
- سناء عمران: (عفاف)- محمد كامل: (عزيز)- محمد دسوقي: (جورج) - حسن عبد الفتاح: (بشير)- طارق راتب: (شيخ المقابر) - محمد فتحي: (موظف 1) - محمد حمدي: (موظف 2)

### الحكاية الثانية
سنين وعدت (12 حلقة)

#### البطولة
| - أروى جودة: (هند) - أحمد صفوت: (حازم) - طارق عبد العزيز: (نبيل) - هبة عبد الغني - عمر روزيق شافع - يوسف المصري - داليا هشام - عبير فاروق | - شيماء الشريف - أحمد فؤاد - جينا سليم - لبنى الشيخ - طارق والي - عمرو درويش - مي السباعي | - أسماء فوزي - سام عادل - محمد المغربي - باهر فيليب - عيد أبو الحمد - ماهر سليم - إسلام نجيب | - محمد التاجي - كارولين خليل: (شيرين) - فهد شلبي - عفاف ممدوح - هدى علاء - سماح توبة - سما جاسر |

### الحكاية الثالثة
أمل حياتي (10 حلقات): تحكي عن قصة فتاة غير متزوجة ضحت من أجل إخوتها الأصغر سناً بالعمل بعد أن توفى أبوها.

#### البطولة
| - حنان مطاوع: (أمل) - بيومي فؤاد: (سعد الحسيني) - سلوى عثمان - حنان سليمان - صبري عبد المنعم - مجدي السباعي | - نور محمود: (سليم) - نانسي صلاح: (شيماء) - رامي الطمباري: (ياسر) - أحمد كشك: (السيد) - شاهيستا سعد - أحمد عنان | - عبد الله اشرف: (عمر) - كيرا الصباح - محمود حمدان: (هشام) - رضوى شريف: (نسمة) - تامر مجدي (تامر هتلر): (كريم) - سمر علام | - منى نجيب: (شاهى) - ياسمين سمير - هالة مرزوق: (فريدة) - محمد إبراهيم - محمود يسري |

بالإشتراك مع: معتز حسن - أحمد صلاح - طه أحمد طه - روحي محمد - هالة إبراهيم - أحمد راضي - أحمد جماعة - رشا نور الدين - عادل عبد الجواد - محمد البكري- أشرف طلبة - سونك - محمد فاروق - يوسف شعبان - كريم حمدي - أحمد عبد المجيد - محمود عبد الرازق - طلعت النجمي - أحمد المليجي

### الحكاية الرابعة
أمر شخصي (10 حلقات)

#### البطولة
| - شيري عادل: (هاجر (حكاية أمر شخصي) - محمد عادل: (دكتور عمرو) - نهال عنبر - إيهاب فهمي: (دكتور حسام) - عزة بهاء | - إنجي خطاب - معتز هشام: (مصطفى) - نور إيهاب: (إيمان) - نور بدر - جمال عبد الناصر | - هالة سمير - أحسان الصالح - محمد شرين - إيمي الجندي: (علا / نادين) - محمد مغربي | - محمد نبيل - نورا حبيب - مازن جمال عبد الناصر - أية الكردي - شريف حلمي |

بالإشتراك مع: عمر الشريف - عبير عبد الباري - شيماء عبد العظيم - أدهم تامر - رامي السليمان - زهرة إبراهيم - خالد الشربيني - هاني إبراهيم - رغجة أحمد - شيماء فاروق - يوسف وليد يوسف - شهد نصير - محمد كامل - خالد الشيخ

### الحكاية الخامسة
ضي القمر (10 حلقات)

#### البطولة
| - كندة علوش: علياء (حكاية ضي القمر) - محمد شاهين - محمد علاء: (نادر) - زينب غريب: (مريم) | - مروة عيد - محمد العمروسي - أحلام الجريتلي - ياسمين وافي: (نيفين) | - أحمد عبد الله محمود - ريهام محي - ريهام نبيل - كيرا الصباح | - لبنى ونس - رامي الطمباري - رحاب عرفة - شريف حلمي |

جهاد سلطان - إيمان سالم: (ام نهال - حكاية ضى القمر) - نادية عباس - نبيل البرديسي - حمادة خطيري - هبة نبيل - دينا عوني - وداد عبد المنعم - سارة الصياد - أحمد شكري - محمود أبو السعود - سيمون وديع - نسمة عادل - علياء مطاوع - ندى سامي - شادي حامد - محمود الأصفر - رانيا صبحي - أحمد اشرف - كنزة عبد الرحمن (طفلة) - ريم عبد القادر (طفلة) - كارما (طفلة) - هنا زهران (طفلة)

### الحكاية السادسة
لازم أعيش (10 حلقات) تأليف نجلاء الحديني https://elcinema.com/person/1978891/
إخراج مريم الاحمدي https://elcinema.com/person/2064357/

#### البطولة
| - جميلة عوض: (نور (حكاية لازم أعيش) - نجلاء بدر - أحمد خالد صالح: (حاتم) - خالد أنور: (شريف) - سلمى أبو ضيف | - هبة الدسوقي - عمرو درويش - محمد مغربي - خديجة: طفلة | - جايدة: طفلة - باسم مغنية - سلوى محمد علي - فراس سعيد |

### القصة
تتناول القصة حكاية نور وهي فتاة مصابة بمرض البهاق ومعاناتها من تنمر المجتمع ونظرته السلبية لها. تبذل نور مجهود كبير لإخفاء مرضها عن طريق إستخدام مساحيق التجميل، نور مرتبطة بالشاب حاتم وعلى وشك إعلان خطبتهم، يتخلى حاتم عن نور فور علمه بمرضها. ثم تقترب نور من زميل العمل شريف الذي يعرف بمرضها ولكن يستمر انجذابه لها وتبوء محاولات تلا صديقة نور من التقرب من شريف بالفشل. تقرر نور مواجهة المجتمع بعد أن أدركت أن هذا هو السبيل الوحيد التغلب على مشكلتها. ويستطيع شريف أن يخرجها من حزنها ويرتبط بها في النهاية. 

### الحكاية السابعة
ربع قيراط (10 حلقات)

#### البطولة
| - ريهام عبد الغفور: (منى) - مصطفى درويش - إبراهيم السمان - محمد علي رزق - نادية رشاد | - سناء يوسف - عصام السقا - شاهيستا سعد - محمد درويش - بسمة ماهر | - رضوى جودة: (مروة) - عبد المنعم رياض - حمادة خطيري - أحمد عثمان - محمود يسري | - محمد الأحمدي - محمد الصاوي - محمد رضوان:(هريسة) - رشا أمين - عثمان محمد علي |

بالإشتراك مع: حليم الجندي - بريهان أنور - مروة عيد - أحمد شعبان - عبد الرحمن بدر - هاجر رشاد - ذكرى الحريري - شيماء أشرف - عبد الرحمن لمونة - أحمد راضي - عبد الرحمن مجاهد (طفل) - هنا زهران (طفلة)

### الحكاية الثامنة
أول السطر (10 حلقات)

#### البطولة
| - درة: (سلمى) - عمر الشناوي - صالح عبد النبي - نهال نور: (طفلة) | - ريم عبد القادر: (طفلة) - زياد الشرقاوي: (طفلة) - حسن مالك - محمد نبيل | - سارة نجيب - ريهام نبيل - رامي وحيد |

بالإشتراك مع: شيماء فاروق - وفاء الشرقاوي - أحمد عوني - هند وليد - سارة نجيب - إيهاب علم الدين - مريم ويفي - محمود الشرقاوي - هاجر سليمان - شيماء عبيد - خالد الشيخ